# Casa Crespi
Das Casa Crespi ist ein Bauwerk in der uruguayischen Landeshauptstadt Montevideo.
Es befindet sich im Barrio Parque Rodó in der Avenida Julio M. Sosa 2237, Ecke Calle Patria, am Nordrand des Parque de las Instrucciones del Año XIII. Das 1938 errichtete Casa Crespi wurde am 5. Oktober 1995 als Gebäude mit hervorgehobener städtischer Bedeutung (Bien de Interés Municipal) klassifiziert. Architekt des als Einfamilien-Wohnhaus konzipierten, expressionistischen Bauwerks ist Luis Crespi.